# Charleston Open
Charleston Open, numit oficial Credit One Charleston Open, fostul Volvo Car Open și fostul Family Circle Cup din 1973 până în 2015, este un turneu profesionist de tenis afiliat WTA Tour, care are loc anual din 1973. Este cel mai vechi turneu profesionist pentru femei din America.

## Rezultate

### Simplu
| An                | Campioană                              | Finalistă                              | Scor                                   |
| ----------------- | -------------------------------------- | -------------------------------------- | -------------------------------------- |
| 1973              | Rosemary Casals                        | Nancy Richey                           | 3–6, 6–1, 7–5                          |
| 1974              | Chris Evert                            | Kerry Melville                         | 6–1, 6–3                               |
| 1975              | Chris Evert (2)                        | Martina Navratilova                    | 7–5, 6–4                               |
| 1976              | Chris Evert (3)                        | Kerry Reid                             | 6–2, 6–2                               |
| 1977              | Chris Evert (4)                        | Billie Jean King                       | 6–0, 6–1                               |
| 1978              | Chris Evert (5)                        | Kerry Reid                             | 6–2, 6–0                               |
| 1979              | Tracy Austin                           | Kerry Reid                             | 7–6(7–3), 7–6(9–7)                     |
| 1980              | Tracy Austin (2)                       | Regina Maršíková                       | 3–6, 6–1, 6–0                          |
| 1981              | Chris Evert (6)                        | Pam Shriver                            | 6–3, 6–2                               |
| 1982              | Martina Navratilova                    | Andrea Jaeger                          | 6–4, 6–2                               |
| 1983              | Martina Navratilova (2)                | Tracy Austin                           | 5–7, 6–1, 6–0                          |
| 1984              | Chris Evert (7)                        | Claudia Kohde-Kilsch                   | 6–2, 6–3                               |
| 1985              | Chris Evert (8)                        | Gabriela Sabatini                      | 6–4, 6–0                               |
| 1986              | Steffi Graf                            | Chris Evert                            | 6–4, 7–5                               |
| 1987              | Steffi Graf (2)                        | Manuela Maleeva-Fragnière              | 6–2, 4–6, 6–3                          |
| 1988              | Martina Navratilova (3)                | Gabriela Sabatini                      | 6–1, 4–6, 6–4                          |
| 1989              | Steffi Graf (3)                        | Natasha Zvereva                        | 6–1, 6–1                               |
| 1990              | Martina Navratilova (4)                | Jennifer Capriati                      | 6–2, 6–4                               |
| 1991              | Gabriela Sabatini                      | Leila Meskhi                           | 6–1, 6–1                               |
| 1992              | Gabriela Sabatini (2)                  | Conchita Martínez                      | 6–1, 6–4                               |
| 1993              | Steffi Graf (4)                        | Arantxa Sánchez Vicario                | 7–6(10–8), 6–1                         |
| 1994              | Conchita Martínez                      | Natalia Zvereva                        | 6–4, 6–0                               |
| 1995              | Conchita Martínez (2)                  | Magdalena Maleeva                      | 6–1, 6–1                               |
| 1996              | Arantxa Sánchez Vicario                | Barbara Paulus                         | 6–2, 2–6, 6–2                          |
| 1997              | Martina Hingis                         | Monica Seles                           | 3–6, 6–3, 7–6(7–5)                     |
| 1998              | Amanda Coetzer                         | Irina Spîrlea                          | 6–3, 6–4                               |
| 1999              | Martina Hingis (2)                     | Anna Kournikova                        | 6–4, 6–3                               |
| 2000              | Mary Pierce                            | Arantxa Sánchez Vicario                | 6–1, 6–0                               |
| 2001              | Jennifer Capriati                      | Martina Hingis                         | 6–0, 4–6, 6–4                          |
| 2002              | Iva Majoli                             | Patty Schnyder                         | 7–6(7–5), 6–4                          |
| 2003              | Justine Henin                          | Serena Williams                        | 6–3, 6–4                               |
| 2004              | Venus Williams                         | Conchita Martínez                      | 2–6, 6–2, 6–1                          |
| 2005              | Justine Henin (2)                      | Elena Dementieva                       | 7–5, 6–4                               |
| 2006              | Nadia Petrova                          | Patty Schnyder                         | 6–3, 4–6, 6–1                          |
| 2007              | Jelena Janković                        | Dinara Safina                          | 6–2, 6–2                               |
| 2008              | Serena Williams                        | Vera Zvonareva                         | 6–4, 3–6, 6–3                          |
| ↓ Premier event ↓ |                                        |                                        |                                        |
| 2009              | Sabine Lisicki                         | Caroline Wozniacki                     | 6–2, 6–4                               |
| 2010              | Samantha Stosur                        | Vera Zvonareva                         | 6–0, 6–3                               |
| 2011              | Caroline Wozniacki                     | Elena Vesnina                          | 6–2, 6–3                               |
| 2012              | Serena Williams (2)                    | Lucie Šafářová                         | 6–0, 6–1                               |
| 2013              | Serena Williams (3)                    | Jelena Janković                        | 3–6, 6–0, 6–2                          |
| 2014              | Andrea Petkovic                        | Jana Čepelová                          | 7–5, 6–2                               |
| 2015              | Angelique Kerber                       | Madison Keys                           | 6–2, 4–6, 7–5                          |
| 2016              | Sloane Stephens                        | Elena Vesnina                          | 7–6(7–4), 6–2                          |
| 2017              | Daria Kasatkina                        | Jeļena Ostapenko                       | 6–3, 6–1                               |
| 2018              | Kiki Bertens                           | Julia Görges                           | 6–2, 6–1                               |
| 2019              | Madison Keys                           | Caroline Wozniacki                     | 7–6(7–5), 6–3                          |
| 2020              | Anulat din cauza pandemiei de COVID-19 | Anulat din cauza pandemiei de COVID-19 | Anulat din cauza pandemiei de COVID-19 |
| 2021              | Veronika Kudermetova                   | Danka Kovinić                          | 6–4, 6–2                               |
| 2022              | Belinda Bencic                         | Ons Jabeur                             | 6–1, 5–7, 6–4                          |
| 2023              | Ons Jabeur                             | Belinda Bencic                         | 7–6(8–6), 6–4                          |
| 2024              | Danielle Collins                       | Daria Kasatkina                        | 6–2, 6–1                               |
| 2025              | Jessica Pegula                         | Sofia Kenin                            | 6–3, 7–5                               |

### Dublu
| An                | Campioane                                        | Finaliste                                  | Scor                                   |
| ----------------- | ------------------------------------------------ | ------------------------------------------ | -------------------------------------- |
| 1973              | Françoise Dürr Betty Stöve                       | Rosemary Casals Billie Jean King           | 3–6, 6–4, 6–3                          |
| 1974              | Rosemary Casals Olga Morozova                    | Helen Gourlay Karen Krantzcke              | 6–2, 6–1                               |
| 1975              | Evonne Goolagong Cawley Virginia Wade            | Rosemary Casals Olga Morozova              | 4–6, 6–4, 6–2                          |
| 1976              | Ilana Kloss Linky Boshoff                        | Kathy Kuykendall Valerie Ziegenfuss        | 6–3, 6–2                               |
| 1977              | Rosemary Casals (2) Chris Evert                  | Françoise Dürr Virginia Wade               | 1–6, 6–2, 6–3                          |
| 1978              | Billie Jean King Martina Navratilova             | Mona Guerrant Greer Stevens                | 6–3, 7–5                               |
| 1979              | Rosemary Casals (3) Martina Navratilova (2)      | Françoise Dürr Betty Stöve                 | 6–4, 7–5                               |
| 1980              | Kathy Jordan Anne Smith                          | Candy Reynolds Paula Smith                 | 6–2, 6–1                               |
| 1981              | Rosemary Casals (4) Wendy Turnbull               | Mima Jaušovec Pam Shriver                  | 7–5, 7–5                               |
| 1982              | Martina Navratilova (3) Pam Shriver              | JoAnne Russell Virginia Ruzici             | 6–1, 6–2                               |
| 1983              | Martina Navratilova (4) Candy Reynolds           | Andrea Jaeger Paula Smith                  | 6–2, 6–3                               |
| 1984              | Claudia Kohde-Kilsch Hana Mandlíková             | Anne Hobbs Sharon Walsh                    | 7–5, 6–2                               |
| 1985              | Rosalyn Fairbank Pam Shriver (2)                 | Svetlana Parkhomenko Larisa Savchenko      | 6–4, 6–1                               |
| 1986              | Chris Evert (2) Anne White                       | Steffi Graf Catherine Tanvier              | 6–3, 6–3                               |
| 1987              | Mercedes Paz Eva Pfaff                           | Zina Garrison Lori McNeil                  | 7–6(8–6), 7–5                          |
| 1988              | Lori McNeil Martina Navratilova (5)              | Claudia Kohde-Kilsch Gabriela Sabatini     | 6–2, 2–6, 6–3                          |
| 1989              | Hana Mandlíková Martina Navratilova (6)          | Mary-Lou Daniels Wendy White               | 6–4, 6–1                               |
| 1990              | Martina Navratilova (7) Arantxa Sánchez Vicario  | Mercedes Paz Natasha Zvereva               | 6–2, 6–1                               |
| 1991              | Claudia Kohde-Kilsch (2) Natasha Zvereva         | Mary-Lou Daniels Lise Gregory              | 6–4, 6–0                               |
| 1992              | Arantxa Sánchez Vicario (2) Natasha Zvereva (2)  | Larisa Savchenko-Neiland Jana Novotná      | 6–4, 6–2                               |
| 1993              | Gigi Fernández Natasha Zvereva (3)               | Katrina Adams Manon Bollegraf              | 6–3, 6–1                               |
| 1994              | Lori McNeil (2) Arantxa Sánchez Vicario (3)      | Gigi Fernández Natasha Zvereva             | 6–4, 4–1, retired                      |
| 1995              | Nicole Arendt Manon Bollegraf                    | Gigi Fernández Natasha Zvereva             | 0–6, 6–3, 6–4                          |
| 1996              | Jana Novotná Arantxa Sánchez Vicario (4)         | Gigi Fernández Mary Joe Fernández          | 6–2, 6–3                               |
| 1997              | Mary Joe Fernández Martina Hingis                | Lindsay Davenport Jana Novotná             | 7–5, 4–6, 6–1                          |
| 1998              | Conchita Martínez Patricia Tarabini              | Lisa Raymond Rennae Stubbs                 | 3–6, 6–4, 6–4                          |
| 1999              | Elena Likhovtseva Jana Novotná (2)               | Barbara Schett Patty Schnyder              | 6–1, 6–4                               |
| 2000              | Virginia Ruano Pascual Paola Suárez              | Conchita Martínez Patricia Tarabini        | 7–5, 6–3                               |
| 2001              | Lisa Raymond Rennae Stubbs                       | Virginia Ruano Pascual Paola Suárez        | 5–7, 7–6(7–5), 6–3                     |
| 2002              | Lisa Raymond (2) Rennae Stubbs (2)               | Alexandra Fusai Caroline Vis               | 6–4, 3–6, 7–6(7–4)                     |
| 2003              | Virginia Ruano Pascual (2) Paola Suárez (2)      | Janette Husárová Conchita Martínez         | 6–0, 6–3                               |
| 2004              | Virginia Ruano Pascual (3) Paola Suárez (3)      | Martina Navratilova Lisa Raymond           | 6–4, 6–1                               |
| 2005              | Conchita Martínez (2) Virginia Ruano Pascual (4) | Iveta Benešová Květa Hrdličková Peschke    | 6–1, 6–4                               |
| 2006              | Lisa Raymond (3) Samantha Stosur                 | Virginia Ruano Pascual Meghann Shaughnessy | 3–6, 6–1, 6–1                          |
| 2007              | Yan Zi Zheng Jie                                 | Peng Shuai Sun Tiantian                    | 7–5, 6–0                               |
| 2008              | Katarina Srebotnik Ai Sugiyama                   | Edina Gallovits Olga Govortsova            | 6–2, 6–2                               |
| ↓ Premier event ↓ |                                                  |                                            |                                        |
| 2009              | Bethanie Mattek-Sands Nadia Petrova              | Līga Dekmeijere Patty Schnyder             | 6–7(5–7), 6–2, [11–9]                  |
| 2010              | Liezel Huber Nadia Petrova (2)                   | Vania King Michaëlla Krajicek              | 6–3, 6–4                               |
| 2011              | Sania Mirza Elena Vesnina                        | Bethanie Mattek-Sands Meghann Shaughnessy  | 6–4, 6–4                               |
| 2012              | Anastasia Pavliucenkova Lucie Šafářová           | Anabel Medina Garrigues Yaroslava Shvedova | 5–7, 6–4, [10–6]                       |
| 2013              | Kristina Mladenovic Lucie Šafářová (2)           | Andrea Hlaváčková Liezel Huber             | 6–3, 7–6(8–6)                          |
| 2014              | Anabel Medina Garrigues Yaroslava Shvedova       | Chan Hao-ching Chan Yung-jan               | 7–6(7–4), 6–2                          |
| 2015              | Martina Hingis (2) Sania Mirza (2)               | Casey Dellacqua Darija Jurak               | 6–0, 6–4                               |
| 2016              | Caroline Garcia Kristina Mladenovic (2)          | Bethanie Mattek-Sands Lucie Šafářová       | 6–2, 7–5                               |
| 2017              | Bethanie Mattek-Sands (2) Lucie Šafářová (3)     | Lucie Hradecká Kateřina Siniaková          | 6–1, 4–6, [10–7]                       |
| 2018              | Alla Kudryavtseva Katarina Srebotnik (2)         | Andreja Klepač María José Martínez Sánchez | 6–3, 6–3                               |
| 2019              | Anna-Lena Grönefeld Alicja Rosolska              | Irina Khromacheva Veronika Kudermetova     | 7–6(9–7), 6–2                          |
| 2020              | Anulat din cauza pandemiei de COVID-19           | Anulat din cauza pandemiei de COVID-19     | Anulat din cauza pandemiei de COVID-19 |
| 2021              | Nicole Melichar Demi Schuurs                     | Marie Bouzková Lucie Hradecká              | 6–2, 6–4                               |
| 2022              | Andreja Klepač Magda Linette                     | Lucie Hradecká Sania Mirza                 | 6–2, 4–6, [10–7]                       |
| 2023              | Danielle Collins Desirae Krawczyk                | Giuliana Olmos Ena Shibahara               | 0–6, 6–4, [14–12]                      |
| 2024              | Ashlyn Krueger Sloane Stephens                   | Liudmila Kicenok Nadiia Kicenok            | 6–1, 3–6, [10–7]                       |
| 2025              | Jeļena Ostapenko Erin Routliffe                  | Caroline Dolehide Desirae Krawczyk         | 6–4, 6–2                               |

## Galerie

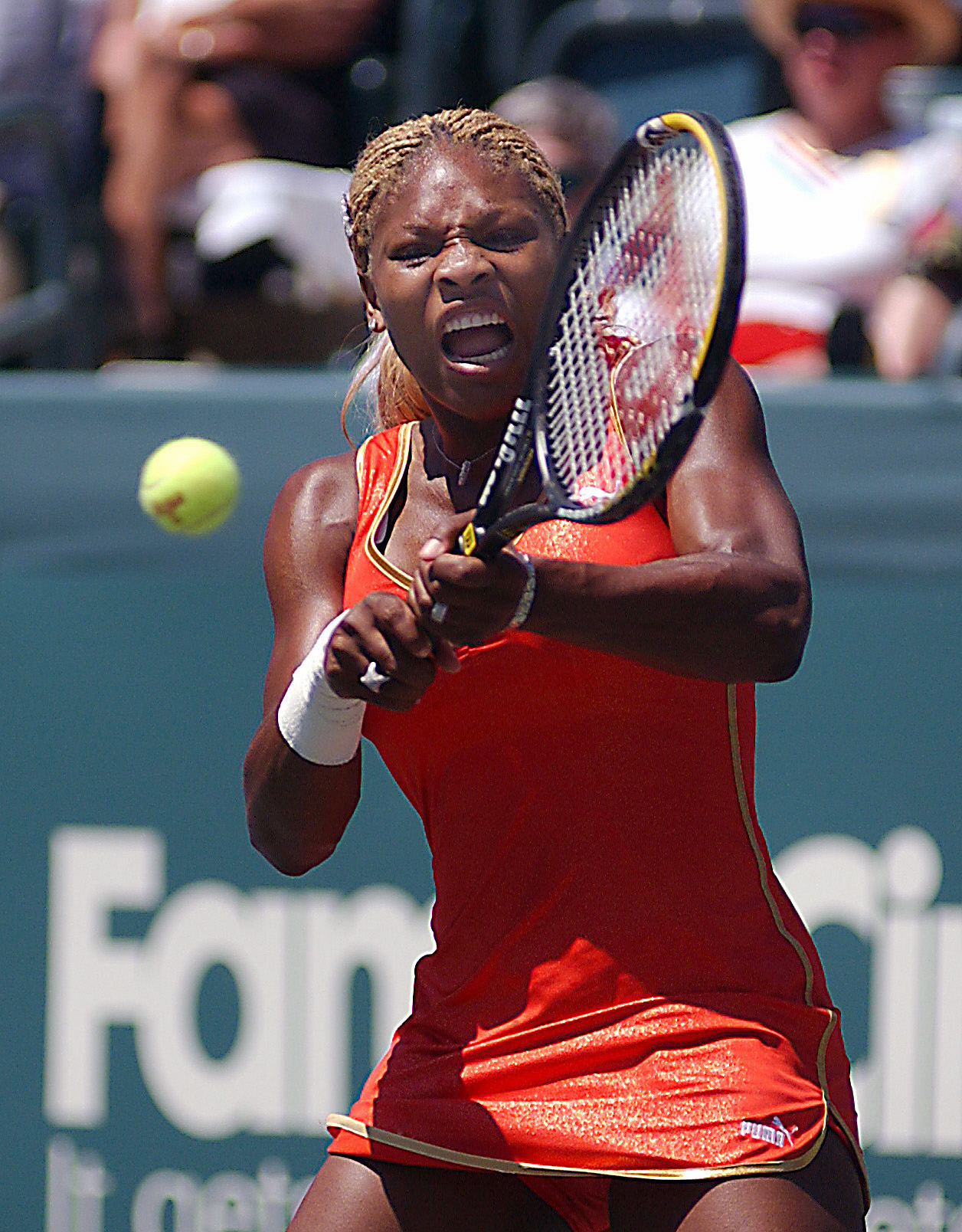
Serena Williams
Caroline Wozniacki
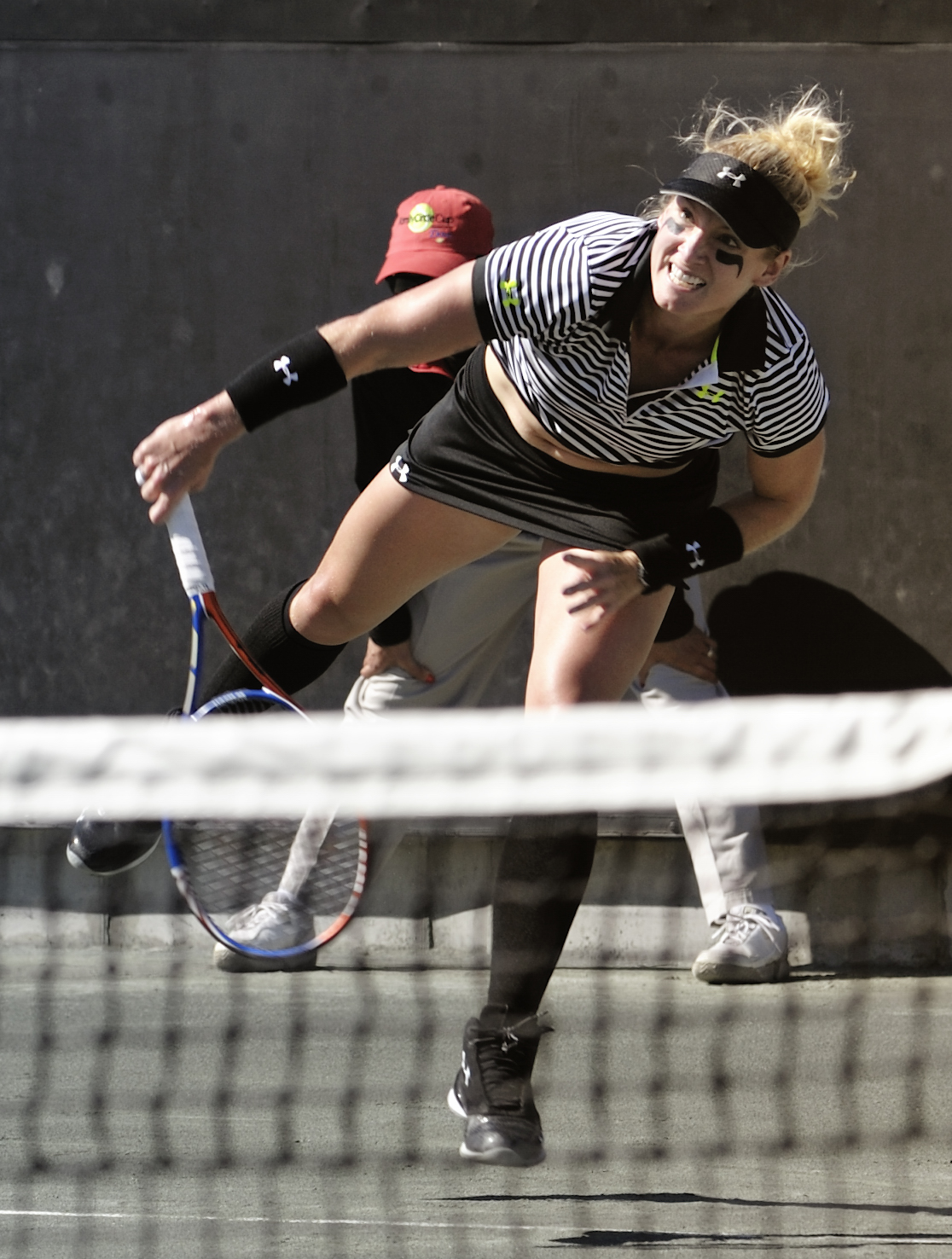
Bethanie Mattek-Sands
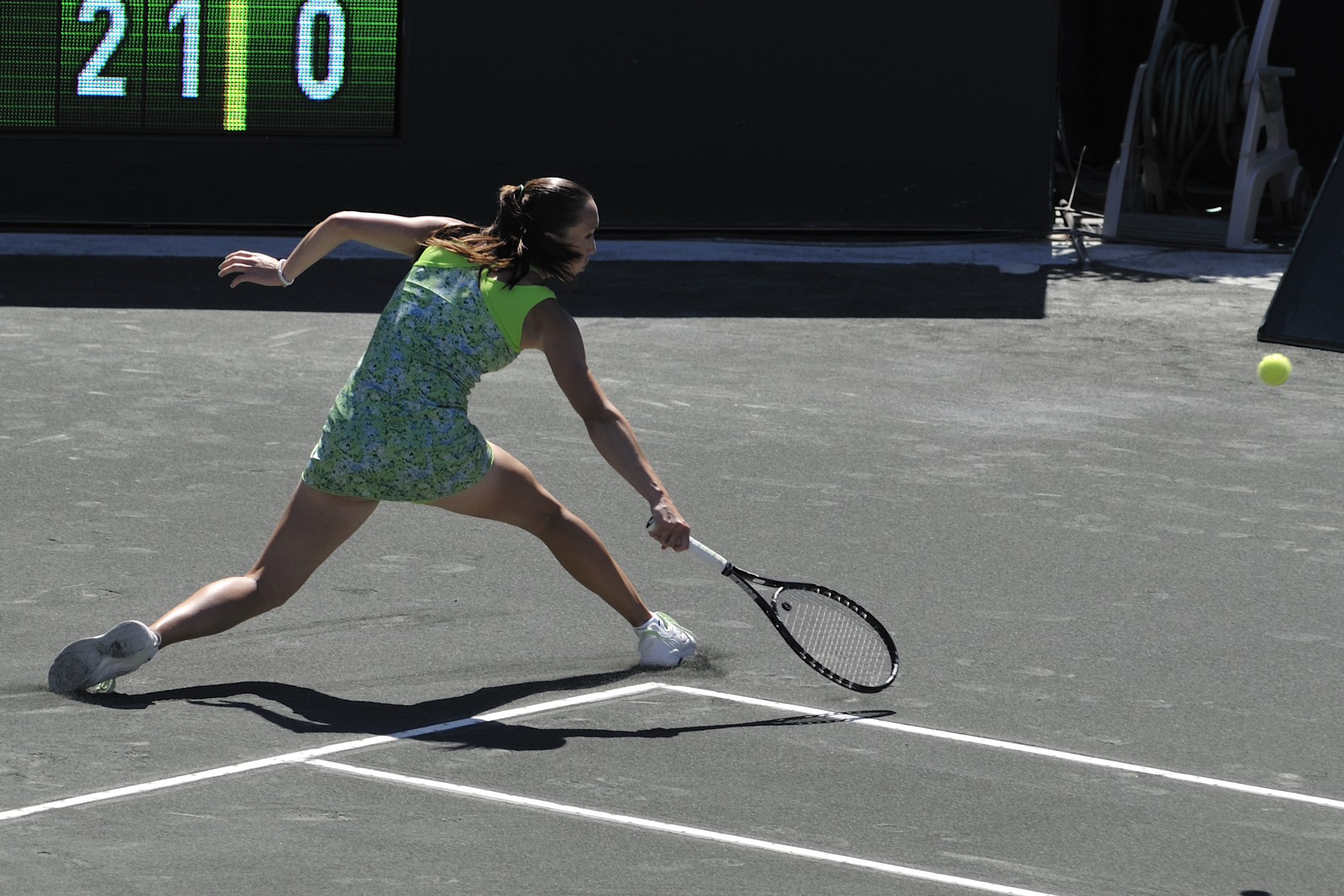
Jelena Janković